# Вельбовно
Вельбовно (укр. Вельбівно) — село в Острожской городской общине Ровненского района Ровненской области Украины.
До 2020 года входило в Острожский район. Вплотную примыкает к городу Нетешин Хмельницкой области.
Население по переписи 2001 года составляло 1771 человек. Почтовый индекс — 35809. Телефонный код — 3654. Код КОАТУУ — 5624281201.